# Франко, Корин
Корин Сесиль Франко (фр. Corine Cécile Franco), в девичестве Пети (фр. Petit, родилась 5 октября 1983 года в Ла-Рошели) — бывшая профессиональная французская футболистка, выступавшая на позиции защитника и вице-капитана лионского «Олимпика» и национальной сборной Франции. Могла также выступать на позиции опорного полузащитника.

## Карьера

### Клубная
Уроженка западной Франции, Корин Пети начинала делать первые шаги в футболе в родном городе, играя в командах «Авенир Маритим Лалё», «Рошеллез» и «Суайо». Дебют в чемпионате Франции состоялся в сезоне 2002/03, когда Корин в составе «Суайо» забила четыре гола. В следующем сезоне ей стали доверять место в составе всё чаще и чаще. В течениче четырёх сезонов она регулярно играла в составе команды, причём в двух сезонах ей удалось забить как минимум по 10 мячей. В последнем сезоне она провела 19 матчей и забила семь голов. Результативность юной Корин не осталась незамеченной функционерами «Лиона».
В первом сезоне с новой командой 2008/2009 годов она провела 19 игр (из них в 17 выходила в стартовом составе), дважды отличившись, завоевала первый титул чемпионки Франции. В 
Кубке УЕФА ей также удалось дебютировать и продемонстрировать свои игровые возможности: первый матч в еврокубках она провела 11 октября 2008 против швейцарского «Цюриха» (победа 7:1), за шесть игр на турнире в футболке «Лиона» забила два мяча, команда же дошла до 1/2 финала Кубка, уступив «Дуйсбургу» по сумме двух матчей со счётом 4:2. В Кубке Франции с клубом дошли до полуфинальной стадии, где противостояли команде «Монпелье», но основное время футбольного матча не позволило определить победителя, а в серии послематчевых пенальти «паладины» со счётом 4:3 сумели обыграть «Лион». Во втором сезоне со «львицами» Корин, начав играть на правом фланге защиты, выиграла второй Чемпионат Франции, дошла до 1/2 финала Кубка Франции и сыграла в первом для себя финале Лиги чемпионов УЕФА, где «Олимпик» проиграл немецкой команде «Турбине» в серии послематчевых пенальти со счётом 7:6 (Корин успешно реализовала свой удар, подойдя первой из лионской команды к одиннадцатиметровой отметке).
15 октября 2010 года в матче Лиги чемпионов УЕФА против «АЗ Алкмаар» Корин получила серьёзную травму правого колена: разрыв крестообразных связок и повреждение мениска. Из-за травмы ей пришлось пропустить шесть месяцев. На поле вернулась в последнем туре Чемпионата Франции. В период с сезона 2011/12 по 2017/18 француженка выиграла со «львицами» семь Чемпионатов Франции, шесть Кубков Франции и четыре кубка Лиги Чемпионов УЕФА.

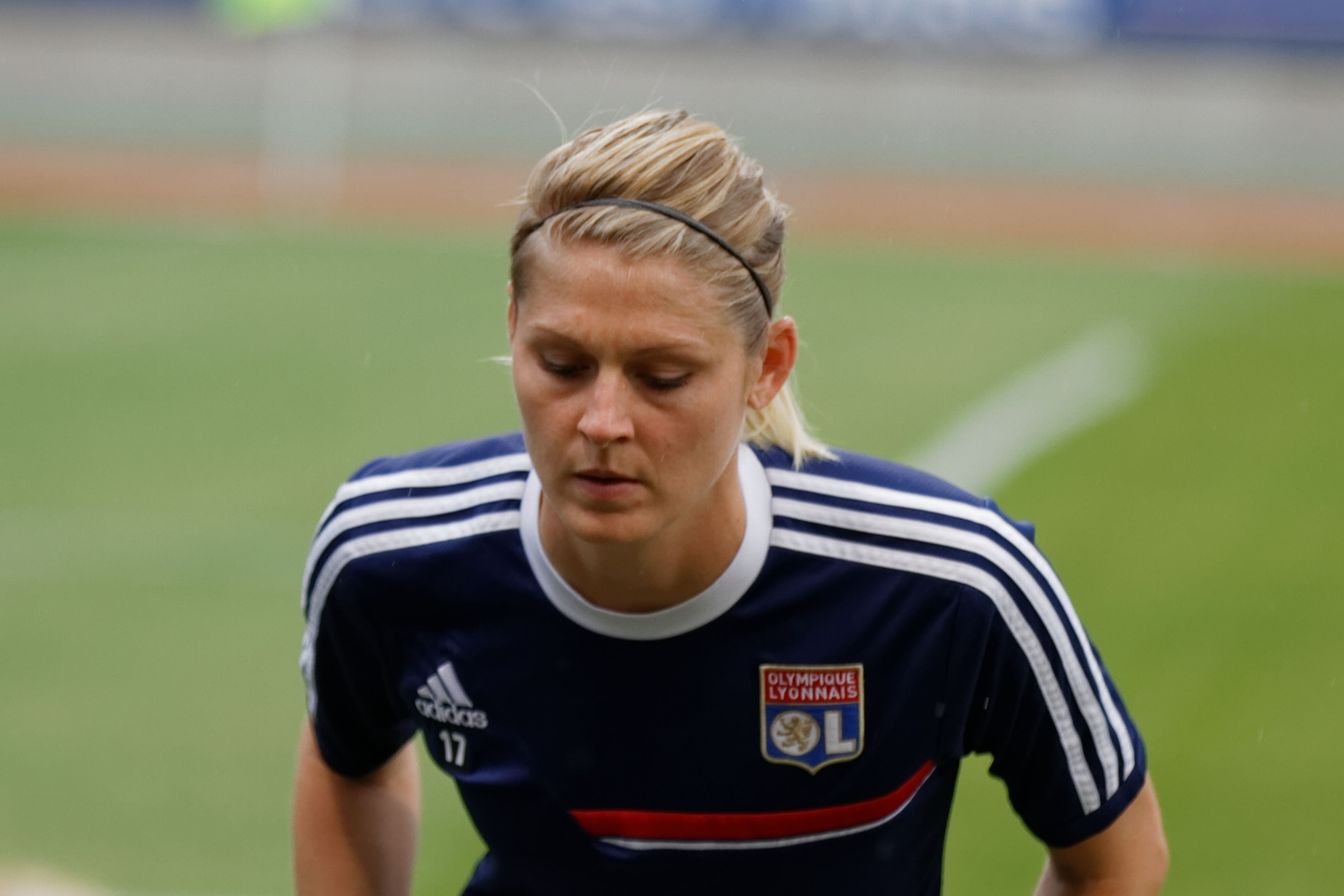
Корин в 2013 году

Начиная с сезона 2014/15 Корин начала терять место в основе. 27 мая 2018 года сыграла последнюю игру за лионский «Олимпик», проведя на поле 90 минут в матче 22-го тура Чемпионата Франции против команды «Родеза». В целом за время выступлений за французский «Лион» Корин провела 217 матчей, забив 32 гола. По окончании сезона объявила о завершении карьеры игрока

### В сборной
Дебют в сборной у Франко состоялся 22 февраля 2003 года в матче против Китая (поражение 1:2), но уже спустя три дня она сумела забить свой первый гол и с тем же счётом обыграть сборную Нидерландов. Ещё один гол ей удалось забить в квалификации к Евро-2009 в ворота сборной Греции. Она сыграла на чемпионате Европы все 4 матча: в четвертьфинальном поединке против Нидерландов именно её промах с 11-метровой отметки в серии послематчевых пенальти стал роковым для сборной Франции. В отборочном турнире к чемпионату мира 2011 года ей удалось отличиться четыре раза, на чемпионате мира она заняла 4-е место с командой. На Олимпийских играх 2012 и Чемпионате Европы 2013, где Корин была игроком основы сборной, завершились для Франции поражениями, соответственно, в матчах за третье место и четвертьфинале. После провала на шведском Евро сборную Франции возглавил Филипп Бержеро, при котором Корин потеряла место в сборной. Последний матч в футболке французской команде провела 7 марта 2014 года.
За время выступлений за сборную Франции Корин провела 89 матчей (81 — в стартовом составе), забив 11 голов.

## Достижения

### Клубные
- Победительница Чемпионата Франции (10): 2008/09, 2009/10, 2010/11, 2011/12, 2012/13, 2013/14, 2014/15, 2015/16, 2016/17, 2017/18
- Обладательница Кубка Франции (6): 2011/12, 2012/13, 2013/14, 2014/15, 2015/16, 2016/17
- Победительница Лиги чемпионов УЕФА (5): 2010/11, 2011/12, 2015/16, 2016/17, 2017/18

### В сборной
- 4-е место на чемпионате мира 2011
- Победительница Кубка Кипра 2012
- 4-е место на Олимпийских играх 2012 года

## Статистика

### Клубная статистика
Статистика приведена по состоянию на 31 мая 2018
Источники: Статистика выступлений взята с 
| Клуб             | Сезон            | Чемпионат страны | Чемпионат страны | Кубок страны | Кубок страны | Еврокубки | Еврокубки | Итого | Итого |
| Клуб             | Сезон            | Игры             | Голы             | Игры         | Голы         | Игры      | Голы      | Игры  | Голы  |
| Суайо            | 2003-2004        | 22               | 13               | 0            | 0            | 0         | 0         | 22    | 13    |
| Суайо            | 2004-2005        | 22               | 8                | 0            | 0            | 0         | 0         | 22    | 8     |
| Суайо            | 2005-2006        | 22               | 12               | 0            | 0            | 0         | 0         | 22    | 12    |
| Суайо            | 2006-2007        | 22               | 7                | 0            | 0            | 0         | 0         | 22    | 7     |
| Суайо            | 2007-2008        | 19               | 7                | 4            | 2            | 0         | 0         | 23    | 9     |
| Суайо            | Итого            | 107              | 47               | 4            | 2            | 0         | 0         | 111   | 49    |
| Лион             | 2008-2009        | 19               | 2                | 3            | 1            | 6         | 2         | 28    | 5     |
| Лион             | 2009-2010        | 21               | 2                | 4            | 0            | 9         | 1         | 34    | 3     |
| Лион             | 2010-2011        | 5                | 0                | 0            | 0            | 2         | 0         | 7     | 0     |
| Лион             | 2011-2012        | 16               | 2                | 4            | 1            | 8         | 1         | 28    | 4     |
| Лион             | 2012-2013        | 17               | 4                | 6            | 1            | 5         | 0         | 28    | 5     |
| Лион             | 2013-2014        | 15               | 1                | 3            | 1            | 2         | 0         | 20    | 3     |
| Лион             | 2014-2015        | 17               | 0                | 6            | 1            | 3         | 1         | 26    | 2     |
| Лион             | 2015-2016        | 11               | 3                | 3            | 1            | 4         | 0         | 18    | 4     |
| Лион             | 2016-2017        | 8                | 3                | 4            | 1            | 3         | 1         | 15    | 5     |
| Лион             | 2017-2018        | 7                | 0                | 3            | 1            | 3         | 0         | 13    | 1     |
| Лион             | Итого            | 136              | 17               | 36           | 8            | 45        | 6         | 217   | 32    |
| Итого за карьеру | Итого за карьеру | 243              | 64               | 40           | 10           | 45        | 6         | 328   | 81    |
| ---------------- | ---------------- | ---------------- | ---------------- | ------------ | ------------ | --------- | --------- | ----- | ----- |

### Международная статистика
Статистика приведена по состоянию на 7 марта 2014 года
Источники: Статистика выступлений взята с 
| Сборная | Год   | Отборочные матчи ЧМ | Отборочные матчи ЧМ | Финальные матчи ЧМ | Финальные матчи ЧМ | Отборочные матчи ЧЕ | Отборочные матчи ЧЕ | Финальные матчи ЧЕ | Финальные матчи ЧЕ | Олимпийские игры | Олимпийские игры | Товарищеские матчи | Товарищеские матчи | Итого | Итого |
| Сборная | Год   | Игры                | Голы                | Игры               | Голы               | Игры                | Голы                | Игры               | Голы               | Игры             | Голы             | Игры               | Голы               | Игры  | Голы  |
| ------- | ----- | ------------------- | ------------------- | ------------------ | ------------------ | ------------------- | ------------------- | ------------------ | ------------------ | ---------------- | ---------------- | ------------------ | ------------------ | ----- | ----- |
| Франция | 2003  | -                   | -                   | -                  | -                  | -                   | -                   | -                  | -                  | -                | -                | 3                  | 1                  | 3     | 1     |
| Франция | 2004  | -                   | -                   | -                  | -                  | -                   | -                   | -                  | -                  | -                | -                | 1                  | 0                  | 1     | 0     |
| Франция | 2007  | -                   | -                   | -                  | -                  | 3                   | 0                   | -                  | -                  | -                | -                | 5                  | 0                  | 8     | 0     |
| Франция | 2008  | -                   | -                   | -                  | -                  | 3                   | 1                   | -                  | -                  | -                | -                | 4                  | 0                  | 7     | 1     |
| Франция | 2009  | 4                   | 3                   | -                  | -                  | -                   | -                   | 2                  | 0                  | -                | -                | 9                  | 2                  | 15    | 5     |
| Франция | 2010  | 8                   | 1                   | -                  | -                  | -                   | -                   | -                  | -                  | -                | -                | 2                  | 0                  | 10    | 1     |
| Франция | 2011  | -                   | -                   | 1                  | 0                  | 4                   | 1                   | -                  | -                  | -                | -                | 5                  | 0                  | 10    | 1     |
| Франция | 2012  | -                   | -                   | -                  | -                  | 4                   | 0                   | -                  | -                  | 6                | 0                | 11                 | 2                  | 21    | 2     |
| Франция | 2013  | 1                   | 0                   | -                  | -                  | -                   | -                   | 4                  | 0                  | -                | -                | 8                  | 0                  | 13    | 0     |
| Франция | 2014  | -                   | -                   | -                  | -                  | -                   | -                   | -                  | -                  | -                | -                | 1                  | 0                  | 1     | 0     |
| Итого   | Итого | 13                  | 4                   | 1                  | 0                  | 14                  | 2                   | 6                  | 0                  | 6                | 0                | 49                 | 5                  | 89    | 11    |

## Интересные факты
- Корин вместе со своими подругами по сборной Элоди Томи и Гаэтан Тиней снялась в откровенной фотосессии накануне чемпионата Европы 2009 года[14].
- Накануне чемпионата мира 2011 года американский журнал «FratHouseSports» составил список самых сексуальных футболисток-участниц чемпионата мира, и в первую десятку этого списка попала Корин[15].